# فووكسي

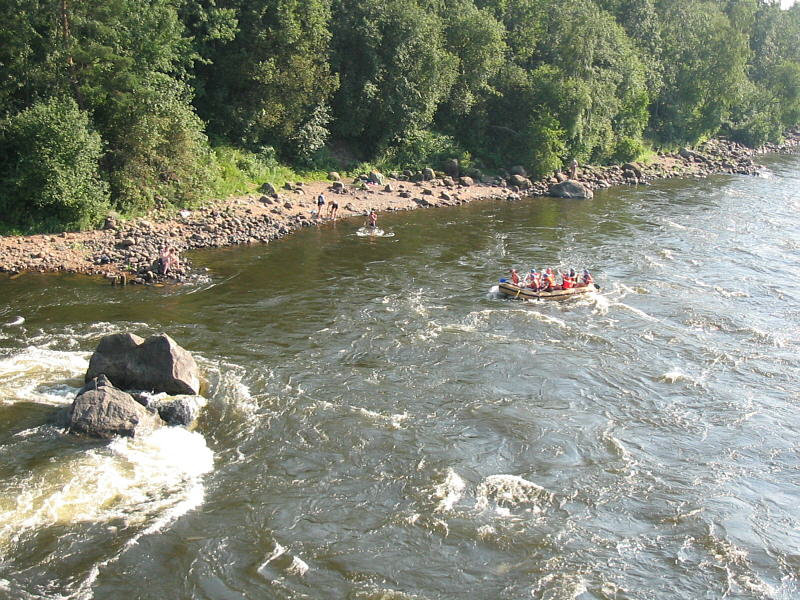
نهر فووكسي

نهر فووكسي (بالروسية: Вуокса؛ بالفنلندية: Vuoksi؛ بالسويدية: Vuoksen) يجري في أقصى الجزء الشمالي من البرزخ الكاريلي من بحيرة سايما في فنلندا إلى جنوب شرق بحيرة لادوغا في شمال غرب روسيا. يدخل النهر بحيرة لادوغا عبر ثلاثة فروع، فرع رئيسي شمالي هو الأقدم في بريوزيرسك ، و فرع أصغر كم قليلة إلى الشمال منه، ومنذ 1857 فرع جديد جنوب يدخل خمسين كيلومتراً نحو الجنوب الشرقي كنهر بورنايا، الذي أصبح الجدول الرئيسي من حيث تصريف المياه.